# LFFA Division III 2017
La LFFA Division III 2017 è la 2ª edizione del campionato di football americano di terzo livello, organizzato dalla LFFA.

## Squadre partecipanti
| Club              | Città     | Stadio | Sponsor ufficiale | Risultato nella stagione 2016 |
| ----------------- | --------- | ------ | ----------------- | ----------------------------- |
| Brussels Tigers B | Bruxelles |        |                   |                               |
| COF Atomics       | Amay      |        |                   |                               |
| Soumagne Raptors  | Soumagne  |        |                   |                               |
| Verviers Mustangs | Verviers  |        |                   |                               |

## Stagione regolare

### Calendario

#### 1ª giornata
| Bruxelles 12 marzo 2017, ore 12:00 | COF Atomics | 34 – 20 | Verviers Mustangs |  |

| Bruxelles 12 marzo 2017, ore 15:00 | Brussels Tigers B | 50 – 0 | Soumagne Raptors |  |

#### 2ª giornata
| Amay 26 marzo 2017, ore 12:00 | Brussels Tigers B | 14 – 24 | Verviers Mustangs |  |

| Amay 26 marzo 2017, ore 12:00 | COF Atomics | 46 – 16 | Soumagne Raptors |  |

#### 3ª giornata
| Soumagne 9 aprile 2017, ore 12:00 | COF Atomics | - – - (annullata) | Brussels Tigers B |  |

| Soumagne 9 aprile 2017, ore 15:00 | Soumagne Raptors | 16 – 34 | Verviers Mustangs |  |

#### 4ª giornata
| Verviers 23 aprile 2017, ore 12:00 | Soumagne Raptors | 14 – 36 | COF Atomics |  |

| Verviers 23 aprile 2017, ore 15:00 | Verviers Mustangs | 6 – 50 | Brussels Tigers B |  |

#### 5ª giornata
| Bruxelles 7 maggio 2017, ore 12:00 | Verviers Mustangs | 14 – 17 | Soumagne Raptors |  |

| Bruxelles 7 maggio 2017, ore 15:00 | Brussels Tigers B | 54 – 0 | COF Atomics |  |

#### 6ª giornata
| Amay 21 maggio 2017, ore 12:00 | Soumagne Raptors | 12 – 24 | Brussels Tigers B |  |

| Amay 21 maggio 2017, ore 15:00 | COF Atomics | 21 – 16 | Verviers Mustangs |  |

### Classifica
La classifica della regular season è la seguente:
- PCT = percentuale di vittorie, G = partite giocate, V = partite vinte,  P = partite perse, PF = punti fatti, PS = punti subiti

| Pos. | Squadra           | PCT  | G | V | N | P | PF  | PS  |
| ---- | ----------------- | ---- | - | - | - | - | --- | --- |
| 1    | Brussels Tigers B | .800 | 5 | 4 | 0 | 1 | 192 | 42  |
| 2    | COF Atomics       | .800 | 5 | 4 | 0 | 1 | 137 | 120 |
| 3    | Verviers Mustangs | .333 | 6 | 2 | 0 | 4 | 114 | 151 |
| 4    | Soumagne Raptors  | .167 | 6 | 1 | 0 | 5 | 78  | 204 |

## Playoff

### I LFFA Bowl DIII
| Verviers 4 giugno 2017, ore 12:00 | Brussels Tigers B | 38 – 0 | COF Atomics |  |

### Playoff
| Andenne 25 giugno 2017, ore 15:00 | Brussels Tigers B | 8 – 0 | Mons Knights |  |

## Verdetti
- Brussels Tigers B Vincitori della LFFA DIII 2017